# عبرب
العَبْرَب هي أنواع نباتية مزهرة في جنس سماق سام وجدت في آسيا، مع أنها قد زُرعت في مكان آخر، وعلى الأخص استراليا ونيوزِلندو. إنها شجيرة أو شجرة كبيرة يصل ارتفاعها إلى 8 أمتار، تشبه شجرة السماق. بسبب أوراقها الخريفية الجميلة زُرِعت خارج آسية نبات زينة، غالبًا بواسطة البستانيين الذين لم يكونوا على دراية بمخاطر الحساسية. صنفت رسميًا الآن أنها حشائش ضارة في أستراليا ونيوزلندة.

## الصور

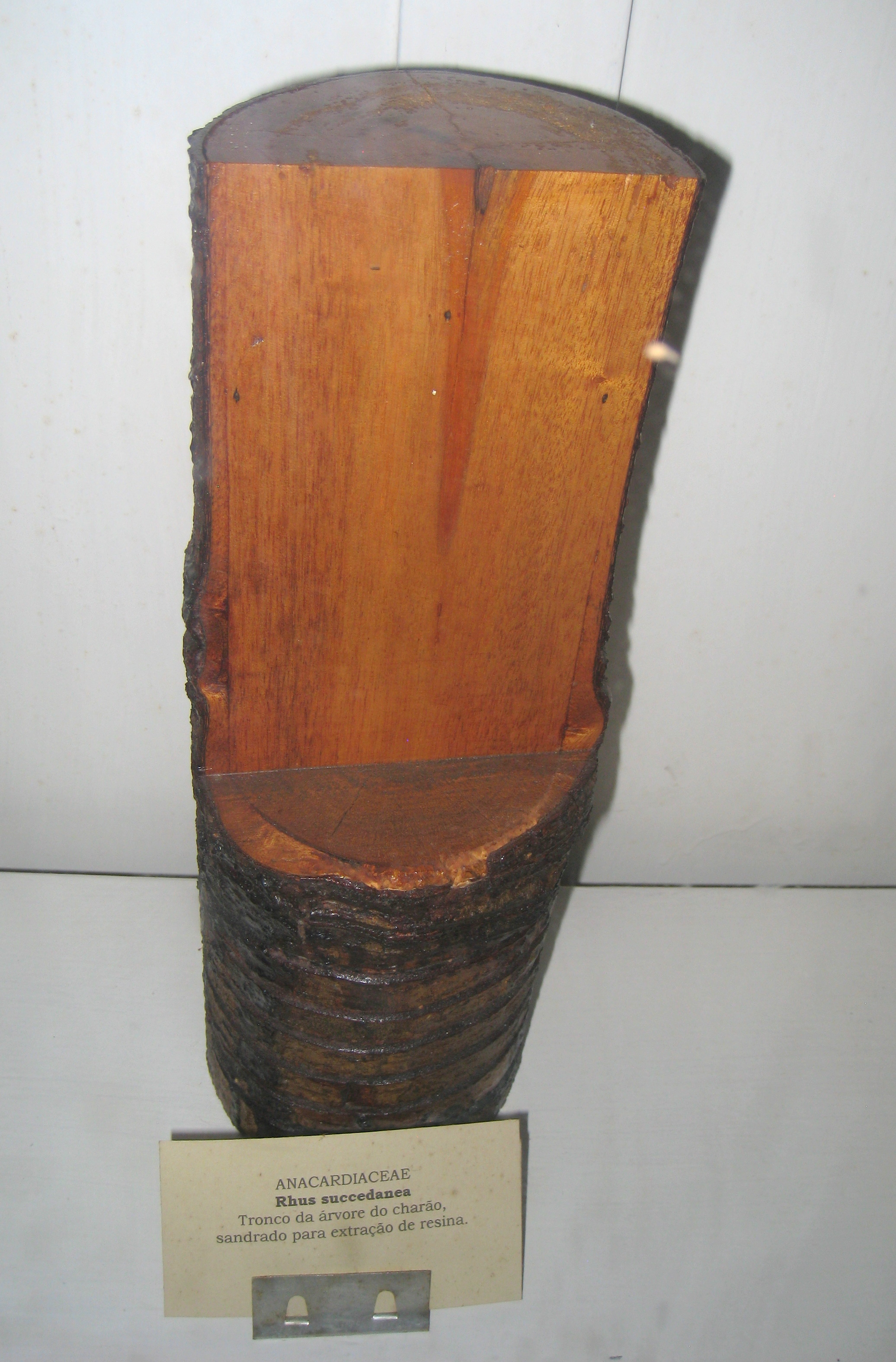
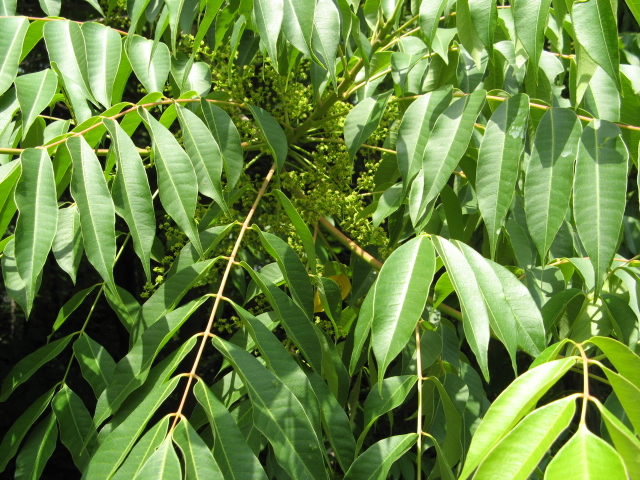
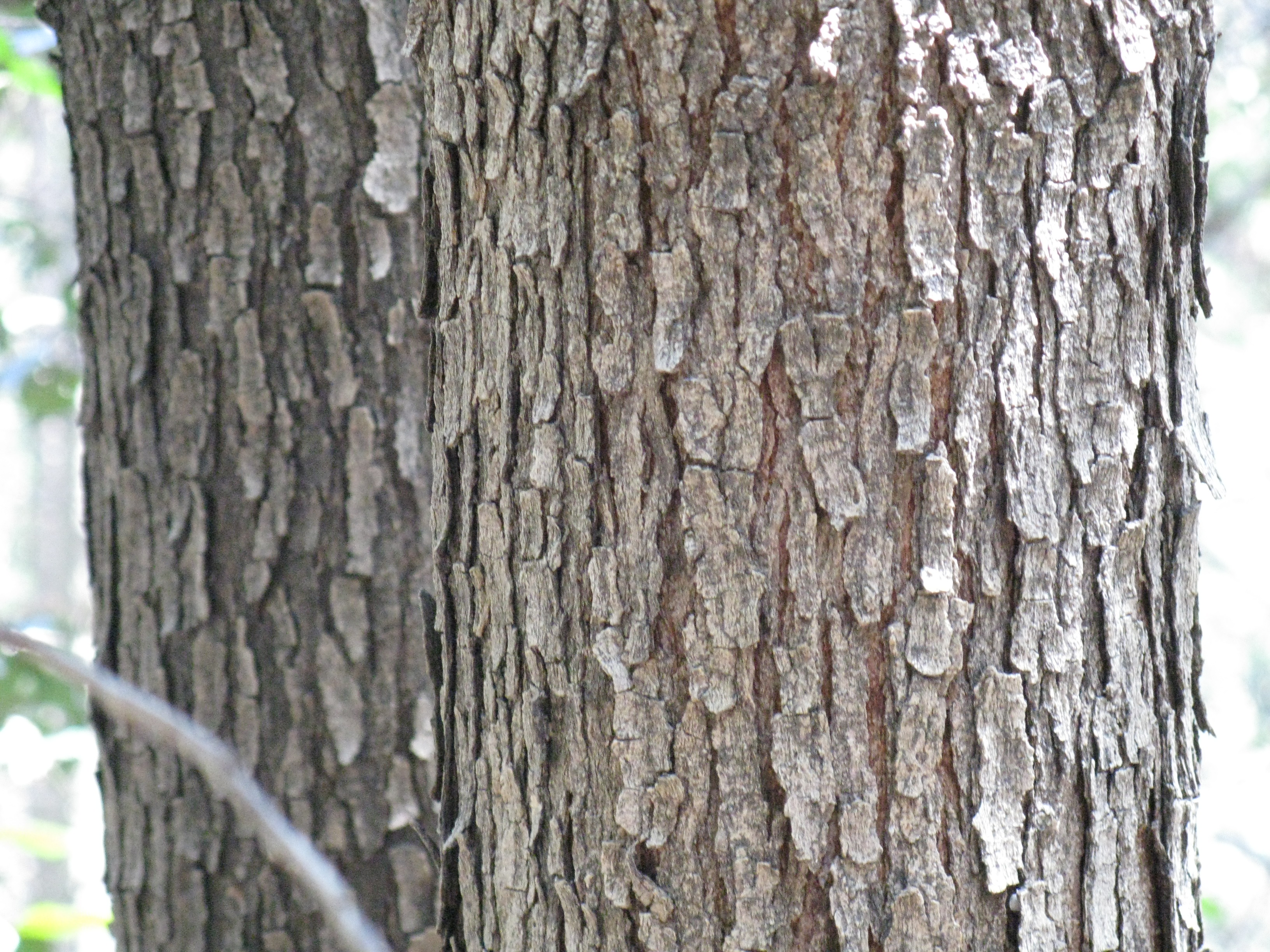
لحاء
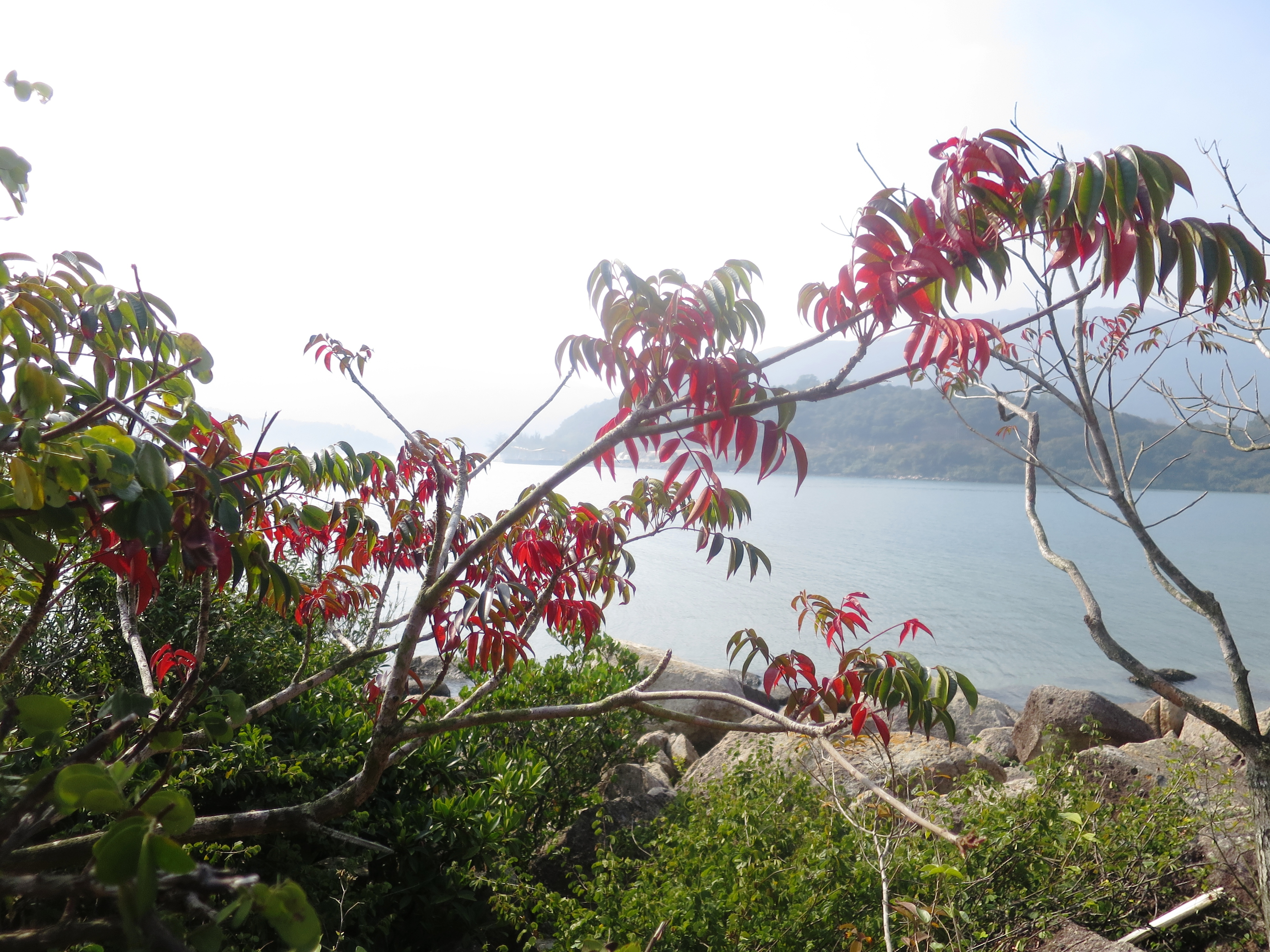
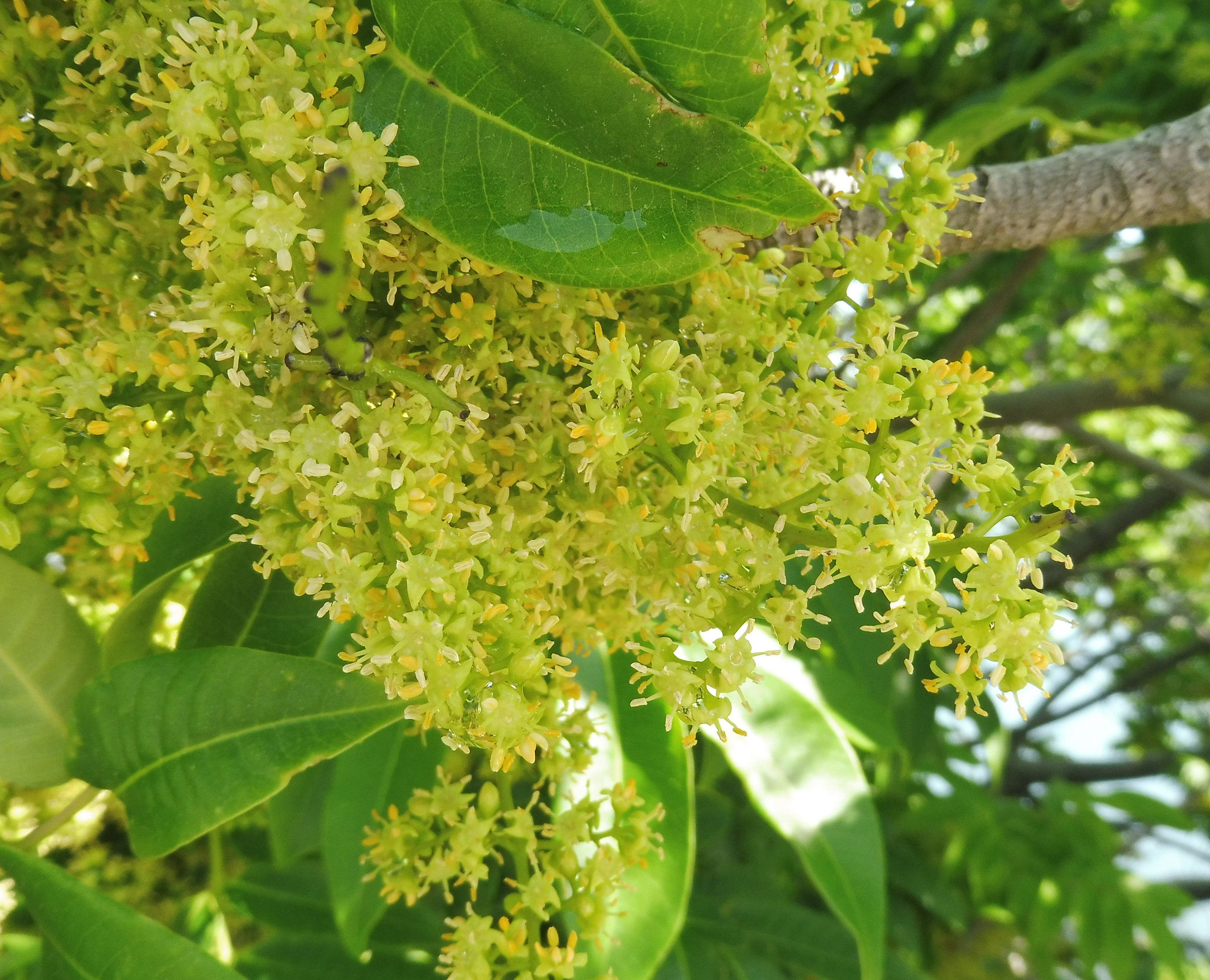
الأزهار